# Lijst van spelers van Parma FC
Deze lijst omvat voetballers die bij de Italiaanse voetbalclub Parma FC spelen of gespeeld hebben. De spelers zijn gerangschikt volgens alfabet. 

## A
- Adaílton (1997-1998)
- Adriano (2002-2004)
- Alex (2001)
- Matías Almeyda (2001-2002)
- Márcio Amoroso (1999-2001)
- Carlo Ancelotti (1977-1979)
- Luigi Apolloni (1987-1999)
- Stephen Appiah (2000-2003)
- Faustino Asprilla (1992-1996, 1998-1999)

## B
- Dino Baggio (1994-2000)
- Francesco Baiano (1987-1988)
- Abel Balbo (1998-1999)
- Marco Ballotta (1991-1994)
- Yves Baraye (2015-heden)
- Simone Barone (1997-2004)
- Antonio Benarrivo (1991-2004)
- Yohan Benalouane (2012-2014)
- Maikol Benassi (2015-heden)
- Nicola Berti (1982-1985)
- Jonathan Biabiany (2009-2010, 2011-2015)
- Jesper Blomqvist (1997-1998)
- Alain Boghossian (1998-2003)
- Jorge Bolaño (1999-2007)
- Daniele Bonera (2002-2006)
- Mark Bresciano (2002-2006)
- Tomas Brolin (1990-1995, 1997)
- Luca Bucci (1986-1987, 1988-1990, 1993-1997, 2005-2008)
- Igor Budan (2006-2008)
- Gianluigi Buffon (1995-2001)

## C
- Luca Cacioli (2015-nu)
- Fabio Cannavaro (1995-2002)
- Amedeo Carboni (1987-1988)
- Antonio Cassano (2013-2015)
- Paolo Castellini (2006-2012)
- Enrico Chiesa (1996-1999)
- Luca Cigarini (2003-2004:jeugd, 2004-2008)
- Ferdinand Coly (2005-2008)
- Sérgio Conceição (2000-2002)
- Francesco Corapi (2015-heden)
- Bernardo Corradi (2005-2006, 2007-2008)
- Félix Correia (2021-heden)
- Fernando Couto (1994-1996, 2005-2008)
- Hernán Crespo (1996-2000)

## D
- Ousmane Dabo (1999-2000)
- Daniele Dessena (2004-2008)
- Marco Di Vaio (1999-2002)

## F
- Giulio Falcone (2007–2009)
- Matteo Ferrari (2001–2004)
- Stefano Fiore (1996–1997)
- Sébastien Frey (2001–2005)
- Diego Fuser (1998–2001)

## G
- Daniele Galloppa (2009-2015)
- Andrea Gasbarroni (2006-2007, 2007-2008)
- Alberto Gilardino (2002-2005)
- Davide Giorgino (2015-heden)
- Sebastian Giovinco (2010-2012)
- Vince Grella (2002-2007)
- Georges Grün (1990-1994)

## I
- Filippo Inzaghi (1995-1996)

## J
- Junior (2000-2004)

## L
- Sabri Lamouchi (2000-2003)
- Fabio Lauria (2015-heden)
- Cristian Longobardi (2015-heden)
- Alessandro Lucarelli (2008-heden)

## M
- Marco Marchionni (2001-2006)
- McDonald Mariga (2007-2010, 2011-2012)
- Davide Matteini (2007-2009)
- Patrick Mboma (1999-2001)
- Johan Micoud (2000-2002)
- Savo Milošević (2000-2001)
- Lorenzo Minotti (1987-1996)
- Antonio Mirante (2009-2015)
- Domenico Morfeo (2003-2008)
- Stefano Morrone (2007-2015)
- Ricardo Musetti (2015-heden)
- Roberto Mussi (1984-1987, 1994-1999)
- Adrian Mutu (2002-2003)

## N
- Hidetoshi Nakata (2001-2004)

## O
- Ariel Ortega (1999-2000)
- Marco Osio (1987-1993)

## P
- Massimo Paci (2006-2011)
- Daniele Paponi (2004-2010)
- Francesco Parravicini (2007, 2007-2008)
- Giovanni Pasquale (2005-2006)
- Nicola Pavarini (2007-2014)
- Graziano Pellè (2011)
- Andrea Pisanu (2004-2010)

## R
- Reginaldo (2007-2009)
- Walter Rodríguez (2015-nu)
- Giuseppe Rossi (2007)
- Marco Rossi (2005-2007)

## S
- Roberto Sensini (1993-1999, 2000-2002)
- Anthony Šerić (1999-2001, 2003-2004)
- Fábio Simplício (2004-2006)
- Musa Balla Sowe (2015-heden)
- Mario Stanić (1996-2000)
- Christo Stoitsjkov (1995-1996)
- Rodney Strasser (2013)
- Hakan Şükür (2001-2002)

## T
- Claudio Taffarel (1990-1993, 2001-2002)
- Lilian Thuram (1996-2001)

## V
- Juan Sebastián Verón (1998-1999)
- Andrea Vignali (2015-heden)

## W
- Johan Walem (1999-2000)

## Z
- Cristian Zaccardo (2009-2013)
- Damiano Zenoni (2007-2010)
- Gianfranco Zola (1993-1996)
- Daniele Zoratto (1988-1995)